# 经天亮
经天亮（1945年—2023年7月18日），汉族，中华人民共和国政治人物、第十一届全国政协委员。
加入中国共产党，担任中国冶金科工集团有限公司董事长。2008年，当选第十一届全国政协委员，代表经济界，分入第三十五组。并担任人口资源环境委员会专委。